# Johnny Heitinga
John Gijsbert Alan »Johnny« Heitinga, nizozemski nogometaš in trener, * 15. november 1983, Alphen aan den Rijn, Nizozemska.
Heitinga je nekdanji nogometni branilec.